# Wang Yilu
Wang Yilu (chinesisch 王懿律, Pinyin Wáng Yìlǜ; * 8. November 1994 in Jiaxing), in anderer Schreibweise Wang Yilyu oder Yilv, ist ein chinesischer Badmintonspieler. 

## Karriere
Wang Yilu gewann bei der Junioren-Badmintonasienmeisterschaft 2012 sowohl Silber im Mixed mit Huang Dongping als auch Silber mit dem chinesischen Team. Bei der Weltmeisterschaft desselben Jahres erkämpfte er sich Gold mit der Mannschaft und Bronze im Doppel und im Mixed. Bei den US Open 2013 stand er im Finale des Mixeds und im Viertelfinale des Herrendoppels. Bei den Canada Open des Jahres 2013 kämpfte er sich ins Halbfinale Doppels und Achtelfinale des Mixeds vor.